# Lou et sa petite troupe
 (janvier 2025).
Si vous disposez d'ouvrages ou d'articles de référence ou si vous connaissez des sites web de qualité traitant du thème abordé ici, merci de compléter l'article en donnant les références utiles à sa vérifiabilité et en les liant à la section « Notes et références ».
 (janvier 2025).
 (janvier 2025).
L'article doit être relu — et modifié si nécessaire — par des contributeurs indépendants pour apporter un regard critique aux contributions effectuées en violation des conditions d'utilisation de Wikipédia, tant sur la forme (notamment concernant le style encyclopédique, la proportionnalité) que sur le fond (la neutralité de point de vue, la qualité et l'indépendance des sources).
Lou et sa petite troupe (en anglais: Lu & the Bally Bunch) est une série d'animation préscolaire d'origne d'Irlande-Canada-États-Unis-Royaume-Uni créée par Nicky Phelan. La série est diffusée depuis le 17 mars 2023 en Nouvelle-Zélande sur la TVNZ et depuis le 1er avril 2023 au Royaume-Uni et Irlande sur Cartoonito.

## Synopsis
La série met en scène un personnage nommé Lou, une coccinelle âgée de trois ans, qui vient de commencer l'école maternelle avec ses nouveaux amis insectes.

## Diffusion
En Nouvelle-Zélande, elle est diffusée depuis le 17 mars 2023 sur la TVNZ
Au Royaume-Uni et Irlande elle est diffusée depuis le 1er avril 2023 sur Cartoonito et sur Cbeebiesle 29 Janvier 2024.
Au Canada elle est diffusée sur la CBC dans le bloc de programmation "CBC Kids" le 3 Avril 2023 et sur TFO à partir du 13 Avril 2024.
En Amérique Latine, elle est diffusée depuis le 8 mai 2023 sur Cartoonito. 
En Australie, la chaine ABC Kids commence à diffuser la série le 19 juin 2023. 
Dans l'Europe centrale et de l'Est, elle est diffusée à partir du 18 septembre 2023 sur Cartoonito. 
En Turquie elle est diffusée à partir du 2 octobre 2023 sur Cartoonito Turquie.
En Afrique elle est diffusée sur Cartoonito.
En France, un épisode complet "Les Jouets de la Maison" a été publiée sur la chaine Youtube de Cartoonito France le 11 octobre 2023 mais elle a été supprimée en 2024. 10 jours plus tard, la chaine commence à le diffusé à partir du 21 Octobre 2023. Avec le lancement de Max en France en juin 2024, la série est disponible sur cette plateforme.
Au États-Unis elle est diffusée à partir du 1er octobre 2024 sur Cartoon Network dans le bloc de programmation « Cartoonito ».
En Arabe, elle est diffusée sur Cartoon Network dans le bloc « Cartoonito ».